# Salomon Kok
Sallie ou Salomon Kok, est un diamantaire anversois néerlandais du XXe siècle.  De confession juive, il a joué un rôle dans le mouvement flamand. 
Politiquement, Kok était plus porté pour la gauche que pour la droite.  Il s'est révélé être un important financier des activistes flamands,. Non seulement a-t-il soutenu la Vlaamsche Post de Leo Picard, porte-parole des militants activistes radicaux, mais en 1917, il a également été cofinancier d’une délégation de socialistes militants à la conférence internationale de paix à Stockholm. 
Comme Rudelsheim, il a été impliqué dans la section du Volksopbeuring à Anvers (1915), qui soutenait des Flamands nécessiteux.  Kok a lutté autant pour l’autonomie de la Flandre, que pour un État juif. 